# 23 de Enero
23 de Enero är en ort i Mexiko.   Den ligger i kommunen Villa Comaltitlán och delstaten Chiapas, i den sydöstra delen av landet, 800 km sydost om huvudstaden Mexico City. 23 de Enero ligger 32 meter över havet och antalet invånare är 192.
Terrängen runt 23 de Enero är varierad. Runt 23 de Enero är det ganska tätbefolkat, med 104 invånare per kvadratkilometer. Närmaste större samhälle är Huixtla, 9,5 km sydost om 23 de Enero. I omgivningarna runt 23 de Enero växer i huvudsak städsegrön lövskog.